# F-F-F-Falling
"F-F-F-Falling" är en låt av den finländska rockgruppen The Rasmus. Den skrevs av bandets fyra medlemmar för sitt fjärde album Into från 2001. Låten var även den första och mest populära singeln från albumet. Den betraktas i allmänhet som den första singeln som bröt The Rasmus funk- och punkrockrötter och som istället ledde dem in på sin melodiska och seriösa pop/rock-stil.

## Bakgrund
"F-F-F-Falling" spelades in tillsammans med flera andra låtar vid Nord Studios (numera NordHansen Studio) i Stockholm i maj 2000, där svenskarna Mikael Nord Andersson och Martin Hansen ansvarade för produktionen och inspelningen.

## Låtskrivandet
Texten till "F-F-F-Falling" skrevs huvudsakligen av Lauri Ylönen och beskriver en person, troligtvis en tonårstjej som i videon, som inte gillar att gå i skolan utan tycks hellre vilja vara hemma och slöa på dagarna. Hon gör bara det hon själv tycker är kul och struntar mer eller mindre i allt annat. Det går bra under en tid, men sedan börjar hennes liv att falla neråt, därav låttiteln "falling". Den första meningen i texten, "I don't go to school every monday", håller Ylönen med om eftersom det var på en måndag som de övade in låten till albumet Into.

## Låten släpps
"F-F-F-Falling" gavs ut som den ledande singeln från Into och utkom flera månader innan albumet. Enligt basisten Eero Heinonen valde de "F-F-F-Falling" som skivans första singel eftersom den var något speciellt. Man släppte även en singel specifikt för den tyska marknaden, innehållande albumlåten "Smash" samt b-sidan "Can't Stop Me" som även återfinns på maxisingeln till "Chill".
Vid utgivningen menade många äldre fans att "F-F-F-Falling" inte lät som en typisk Rasmus-låt (Rasmus var gruppens ursprungliga namn). Anledningen var ganska uppenbar då man hade övergått till en helt ny stil sedan föregångaren Hellofatester. Den nya, mer radiovänliga stilen var mer melodisk och dess texter mer seriösa. Trots bandets tidigare framgångar i hemlandet var "F-F-F-Falling" deras första etta på den finländska singellistan och kunde även presentera dem inför en skandinavisk publik.

## Musikvideo
Till skillnad från The Rasmus tidigare videor, liknades den här vid en mer professionellt gjord sådan. Videon spelades in i Helsingfors den 23 mars 2001. Regissören är dock okänd, men denne ska ha regisserat videon för Film Magica Oy.
I videon får man delvis se bandet i en slags studio där de spelar sina instrument. Samtidigt är huvudpersonen i videon en tonårstjej som går omkring i sitt rum då hon egentligen skulle varit i skolan. Hon går sedan ut för att träffa en kompis som hon åker buss in till stan med. Videon blev inte särskilt populär på TV-kanaler utanför Finland, och har därför inte hjälpt singeln att nå höga listplaceringar.

## Låtlistor och format
Alla låtar skrivna av Lauri Ylönen, Eero Heinonen, Pauli Rantasalmi och Aki Hakala.
CD-singel, standard
1. "F-F-F-Falling" (Single Edit) – 3:44
2. "The Rasmus at Work" video (En video i MPEG-format inspelad under produktionen av albumet Into. Producerad av Boban Vadek och redigerad av Anders Meinander (Kaunofilmi)).

Tysk CD-singel
1. "F-F-F-Falling" – 3:53
2. "Smash" – 3:43
3. "Can't Stop Me" – 2:51

## Listplaceringar
| Lista (2001)            | Högsta placering |
| ----------------------- | ---------------- |
| Finländska singellistan | 1                |

## Medverkande
The Rasmus
- Lauri Ylönen – sång
- Eero Heinonen – bas
- Pauli Rantasalmi – gitarr
- Aki Hakala – trummor

Produktion
- Mikael Nord Andersson & Martin Hansen – produktion, inspelning, programmering, keyboard, tillagda ljud (Nord Studios, Stockholm)
- Claes Persson – mastering (CRP Recordings)
- Leif Allansson – mixning (Nord Studios, Stockholm)
- Jeanette Fredenberg – fotografi
- Henrik Walse – layout